# Agatha Christie's Poirot
Agatha Christie's Poirot, o simplement Poirot, és una sèrie de televisió britànica de drama de misteri que es va emetre a ITV del 8 de gener de 1989 al 13 de novembre de 2013. Es basa en moltes de les famoses sèries de ficció criminal d'Agatha Christie, i gira al voltant del detectiu privat de ficció Hercule Poirot, interpretat per David Suchet. Inicialment produïda per LWT, la sèrie va ser posteriorment produïda per ITV Studios. La sèrie també es va emetre a VisionTV al Canadà i a PBS i A&E als EUA.
La sèrie va durar 13 temporades i 70 episodis en total. Cada episodi va ser adaptat d'una novel·la o un conte breu de Christie que comptava amb Poirot. En cada episodi, Poirot és alhora el detectiu principal encarregat de la investigació d'un crim, normalment un assassinat, i el protagonista al centre de la major part de l'acció de l'episodi. Al final de la sèrie, que va acabar amb "Curtain: Poirot's Last Case", basat en la novel·la homònima de 1975, totes les obres literàries importants de Christie que presentaven el personatge principal havien estat adaptades.

## Repartiment
David Suchet va interpretar el paper homònim Hercule Poirot, un detectiu belga. Va actuar, especialment en les primeres temporades, al costat d'Hugh Fraser com l'amic més proper de Poirot, el capità Arthur Hastings, així com Pauline Moran interpretant l'intel·ligent secretària de Poirot, Felicity Lemon, i Philip Jackson, que representa l'inspector associat de Poirot James Japp.
Cap a les darreres temporades, altres personatges, com ara el majordom anglès de Poirot, George, interpretat per David Yelland, i la novel·lista policial Ariadne Oliver, interpretada per Zoë Wanamaker, apareixen i esdevenen prominents. Diversos actors van interpretar múltiples papers específics de determinats episodis, inclosos Nicholas Farrell i Beatie Edney.